# خورخي لوبيز (لاعب كرة قدم مكسيكي)
خورخي لوبيز (بالإسبانية: Jorge López Malo)‏ هو لاعب كرة قدم مكسيكي، ولد في 14 أغسطس 1957 في المكسيك. لعب مع كروز آزول.

## وصلات خارجية
- خورخي لوبيز على موقع قاعدة بيانات كرة القدم.إي يو (الإنجليزية)
- خورخي لوبيز على موقع ناشيونال فوتبول تيمز (الإنجليزية)
- خورخي لوبيز على موقع عالم كرة القدم.نت (الإنجليزية)
- خورخي لوبيز على موقع اللجنة الأولمبية الدولية (الإنجليزية)
- خورخي لوبيز على موقع أوليمبيديا (الإنجليزية)